# Ferry (film)
Ferry è un film del 2021 diretto da Cecilia Verheyden.
Il film funge da prequel alla serie televisiva Undercover.

## Trama
Prima di creare un impero della droga, Ferry Bouman ritorna nella sua città natale dove sarà alle prese con una vendetta che lo farà vacillare e nel mentre un amore cambierà le carte in tavola.

## Distribuzione
Il film è stato distribuito sulla piattaforma Netflix a partire dal 14 maggio 2021.